# 福井大学
福井大学（ふくいだいがく、英語: University of Fukui）は、福井県福井市文京3-9-1に本部を置く日本の国立大学。1873年創立、1949年大学設置。大学の略称は福大（ふくだい）。

## 概観
大学通信の調査によると就職率が複数学部を有する国立大学において17年連続1位、卒業生1000人以上の国公私立大学において1位である。

## 沿革

### 略歴
福井大学は1949年に福井師範学校・福井青年師範学校・福井工業専門学校を母体として設立された。2003年には福井医科大学（現：医学部、松岡キャンパス）と統合し、3学部・3研究科を持つ大学となった。

### 年表
- 1873年（明治6年） - 小学師範学科（福井師範学校の起源）創立。
- 1923年（大正12年） - 福井高等工業学校（後の福井工業専門学校）創立。北陸3県では初の工学系高等教育機関となった。
- 1938年（昭和13年）- 福井県立青年学校教員養成所（福井青年師範学校の前身）創立。
- 1949年（昭和24年）5月31日 - 福井師範学校・福井青年師範学校・福井工業専門学校を母体として新制「福井大学」が発足、学芸学部・工学部を設置。
- 1965年（昭和40年）- 大学院工学研究科修士課程が北陸3県では初めて設置される。
- 1966年（昭和41年）4月 - 学芸学部を教育学部に改称。
- 1978年（昭和53年）- 福井医科大学が設立される。医学部を置く。
- 1992年（平成4年）- 大学院教育学研究科修士課程設置。
- 1993年（平成5年）- 大学院工学研究科博士課程設置。
- 1997年（平成9年）- 福井医科大学医学部に看護学科が設置される。
- 1999年（平成11年）4月 - 教育学部が教育地域科学部に改組。教員養成を目的としない2課程（地域文化課程・地域社会課程）が新設される。
- 2003年（平成15年）4月 - 福井大学と福井医科大学が統合。名称は「福井大学」。英語名をFukui University から University of Fukui に変更。
  - 医学部と医学研究科を加え、3学部・3研究科体制となる。
  - 同年、生体画像医学の統合研究プログラムが「21世紀COEプログラム」に採択される。
- 2004年（平成16年）4月 - 国立大学の法人化により「国立大学法人福井大学」となる。
- 2008年（平成20年）4月 - 教育地域科学部の地域文化課程と地域社会課程を統合し、地域科学課程とする。
- 2009年（平成21年）- 文京キャンパス内に附属国際原子力工学研究所を設置。
- 2012年（平成24年）- 敦賀キャンパス開設に伴い、附属国際原子力工学研究所が敦賀キャンパスへ移転。工学部の一部も同キャンパスに移転。
  - 「大阪大学・金沢大学・浜松医科大学・千葉大学・福井大学連合小児発達学研究科」[注 3]が発足。
- 2016年（平成28年）4月 - 国際地域学部を新設し、4学部体制となる（2015年（平成27年）8月認可済み[2]）。
  - 教育地域科学部において地域科学課程の募集を停止し、学部名を教育学部に改称。教員養成に特化する。
- 2020年（令和2年）4月 - 国際地域マネジメント研究科（専門職大学院）を設置。
- 2022年3月 - 教員養成フラッグシップ大学に指定[3]。

## 基礎データ

### 所在地
- 文京キャンパス（福井県福井市文京三丁目9番1号）
- 松岡キャンパス（福井県吉田郡永平寺町松岡下合月第23号3番地）
- 敦賀キャンパス（福井県敦賀市鉄輪町一丁目3番33号）

### 象徴
- 学章
  - 福井大学の頭文字であるfを基調とし、無限大を意味する∞を形作っている。
- 学歌
  - 福井大学学歌は、開かれた学府の象徴として公募で歌詞が選ばれた。

## 教育および研究

### 組織

#### 学部
- 国際地域学部
  - 国際地域学科[注 4]

- 教育学部

（2016年4月入学生から適用）
- 学校教育課程
  - 初等教育コース
    - 小学校教育サブコース
I系（教科探究系）、II系（子ども理解系）、III系（学校・地域連携系）
    - 特別支援教育サブコース

  - 中等教育コース
    - 人文社会教育サブコース
    - 理数・生活教育サブコース
    - 芸術・スポーツ教育サブコース

（2015年4月教育地域科学部入学生まで適用）
- 学校教育課程
  - 言語教育コース
  - 理数教育コース
  - 芸術・保健体育教育コース
  - 生活科学教育コース
  - 社会系教育コース
  - 教育実践科学コース
  - 臨床教育科学コース
  - 障害児教育コース

- 地域科学課程
  - 地域政策領域
    - 地域分析系
    - 公共政策系
    - 環境マネジメント系

  - 人間文化領域
    - 生涯学習系
    - 国際文化系
    - 言語コミュニケーション系

- 工学部[4]
  - 2016年入学生以降[注 9]
    - 機械・システム工学科
      - ロボティクスコース
      - 機械工学コース
      - 原子力安全工学コース

    - 電気電子情報工学科
      - 電子物性工学コース
      - 電気通信システム工学コース
      - 情報工学コース

    - 建築・都市環境工学科
      - 建築学コース
      - 都市環境工学コース

    - 物質・生命化学科
      - 繊維・機能性材料工学コース
      - 物質化学コース
      - バイオ・応用医工学コース

    - 応用物理学科
    - 副専攻
      - 原子力・エネルギー安全工学
      - 経営・技術革新工学

  - 2015年入学生まで
    - 機械工学科
      - 講座：機能創成工学、熱流体システム、システム制御工学

    - 電気・電子工学科
      - 講座：電子物性講座、エネルギー工学、システム工学

    - 情報・メディア工学科
      - 講座：情報・メディア工学

    - 建築建設工学科
      - 建築学コース
      - 建設工学コース
注：2年後期にコースに分かれる[5]
      - 講座：環境構造工学、都市建設設計

    - 材料開発工学科
      - 講座：エネルギー・物質変換化学、インテリジェント材料、生産加工プロセス

    - 生物応用化学科
      - 講座：生物応用化学

    - 物理工学科
      - 講座：数理・量子科学、物性・電磁物理、分子科学

    - 知能システム工学科
      - 講座：知能創成、未来システム創造

    - 副専攻
      - 原子力・エネルギー安全工学コース[注 10]
      - 先端繊維科学コース[注 11]

- 医学部
  - 医学科
    - 講座：形態機能医科学講座[注 12]、病因病態医学講座[注 13]、生命情報医科学講座[注 14]、国際社会医学講座[注 15]、病態制御医学講座[注 16]、器官制御医学講座[注 17]、感覚運動医学講座[注 18]、病態解析医学講座[注 19]、地域プライマリケア講座[注 20]、地域医療推進講座[注 21]、地域高度医療推進講座[注 20]、心臓血管病先進治療学講座[注 22]、がん専門医育成推進講座[注 23]、腫瘍病態治療学講座[注 24]

  - 看護学科
    - 講座：基礎看護学講座[注 25]、臨床看護学講座[注 26]、地域看護学講座[注 27]

#### 研究科

##### 修士課程・博士前期課程
工学研究科のみが博士前期課程、医学系研究科、教育学研究科は修士課程（教職開発専攻は専門職学位課程）、国際地域マネジメント研究科は専門職学位課程
- 教育学研究科
  - 2016年度入学生から
    - 学校教育専攻
      - 小学校教育コース[注 28]
      - 人文社会教育コース[注 29]
      - 理数・生活教育コース[注 30]
      - 芸術・スポーツ教育コース[注 31]

    - 教職開発専攻
      - 教職専門性開発コース
      - ミドルリーダー養成コース
      - 学校改革マネジメントコース

  - 2016年度入学生以前
    - 学校教育専攻[注 32]
    - 教科教育専攻
      - 国語教育領域[注 33]
      - 社会科教育領域[注 34]
      - 数学教育領域[注 35]
      - 理科教育領域[注 36]
      - 芸術教育領域[注 37]
      - 保健体育教育領域[注 38]
      - 生活科学教育領域[注 39]
      - 英語教育領域[注 40]

    - 教職開発専攻[注 41]（教職大学院）
      - 教職専門性開発コース
      - スクールリーダー養成コース

- 工学研究科[6]
  - 機械工学専攻
    - 講座：機能創成工学講座、熱流体システム講座、システム制御工学講座

  - 電気・電子工学専攻
    - 講座：電子物性講座、エネルギー工学講座、システム工学講座

  - 情報・メディア工学専攻
    - 講座：情報・メディア工学講座

  - 建築建設工学専攻
    - 講座：環境構造工学講座、都市建設設計講座

  - 材料開発工学専攻
    - 講座：エネルギー・物質変換化学講座、インテリジェント材料講座、生産加工プロセス講座

  - 生物応用化学専攻
    - 講座：生物応用化学講座

  - 物理工学専攻
    - 講座：数理・量子科学講座、物性・電磁物理講座、分子科学講座

  - 知能システム工学専攻
    - 講座：知能創成講座、未来システム創造講座

  - 繊維先端工学専攻（独立専攻、2013年4月、ファイバーアメニティ工学専攻を改組）
    - 講座：繊維先端工学講座、繊維産業工学講座（連携講座）

  - 原子力・エネルギー安全工学専攻（独立専攻）
    - 講座：エネルギー安全工学講座、原子力工学講座、原子力発電安全工学講座（連携講座）、プラントシステム安全工学講座（連携講座）

- 医学系研究科
  - 看護学専攻
    - 分野[7]：基礎・地域看護学（教育・研究領域：基礎看護学、地域看護学）、成人・老年看護学（教育・研究領域：成人看護学[注 42]、老年看護学）、母子看護学（教育・研究領域：母子看護学）、災害看護学（教育・研究領域：災害看護学）[注 43]
- 国際地域マネジメント研究科

##### 博士課程・博士後期課程
工学研究科が博士後期課程、医学系研究科は博士課程
- 工学研究科
  - 総合創成工学専攻（2013年4月、物質工学専攻、システム設計工学専攻、ファイバーアメニティ工学専攻、原子力・エネルギー安全工学専攻が改組）
    - 講座[8]：物理工学講座、分子工学講座、生物応用化学講座、物質加工学講座、知識情報システム講座、電子システム講座、エネルギーシステム講座、建築都市システム講座、繊維先端工学講座、原子力・エネルギー安全工学講座

- 医学系研究科
  - 統合先進医学専攻（2013年4月、医科学専攻と先端応用医学専攻が改組）
    - 医科学コース[注 44]
    - 先端応用医学コース
      - 腫瘍医学部門[注 45]
      - 器官再生医学部門[注 46]
      - 病態情報解析医学部門[注 47]

    - 地域総合医療学コース[注 48]

- 連合小児発達学研究科　福井校（大阪大学、金沢大学、浜松医科大学、千葉大学との連合大学院）
  - 小児発達学専攻
    - こころの形成発達科学講座
      - 情動認知発達学研究領域
      - 発達環境支援学研究領域
      - 脳機能発達学研究領域

#### 附属機関
- 附属図書館
  - 総合図書館（文京キャンパス内）
  - 医学図書館（松岡キャンパス内）
- 産官学連携推進本部
- 学内共同教育研究施設等
  - 附属国際原子力工学研究所[9]（文京キャンパスから敦賀キャンパスへ移転）
    - 原子炉物理学部門
    - 原子炉熱水力部門
    - 原子炉燃材料部門
    - 原子炉構造システム・廃止措置部門
      - 廃止措置
      - 廃棄物処理・処分
      - 耐震・耐津波
      - システム設計

    - 原子力防災・危機管理部門
      - シビアアクシデント評価
      - 危機管理
      - 放射線計測・防護
      - 基準・規則国際化

    - 国際交流・人材育成推進部門

  - 高エネルギー医学研究センター[9]
    - 分子イメージング展開領域
      - 生体機能解析学部門
      - 脳神経病態解析学部門
      - PET薬剤製造学部門

    - 分子プローブ開発応用領域
      - 分子プローブ設計学部門
      - 細胞機能解析学部門
      - PET工学部門（寄附研究部門）

    - がん病態制御・治療領域
      - がん病態制御・治療部門

    - 国際画像医学研修部門（寄附研究部門）
    - パナソニック医工学共同研究部門

  - 遠赤外領域開発研究センター[9]
    - 基礎研究部門
      - 遠赤外基礎技術
      - 遠赤外応用技術
      - 遠赤外新技術
      - 遠赤外超低温物性研究

    - 国際連携研究部門
      - 高出力テラヘルツ技術

    - 客員研究部門
      - 遠赤外応用・分光
      - 遠赤外デバイス

    - 協力研究部門
      - 遠赤外物性
      - 遠赤外レーザー応用
      - 遠赤外素材評価

  - 子どものこころの発達研究センター[9]
    - こころの形成発達研究部門
    - 発達脳機能イメージング部門
    - こころの発達開拓部門
    - こころの地域ネットワーク支援室
    - Age2企画

  - 総合情報基盤センター[9]
    - 情報サービス推進部門
    - 情報ネットワーク運用部門
    - 情報セキュリティ管理部門

  - アドミッションセンター
  - 国際交流センター[9]
    - 国際教育部門
      - 日本語教育部
      - グローバル人材育成部

    - 国際連携部門

  - ライフサイエンス支援センター[9]
    - 生物資源部門
    - バイオ実験機器部門
    - 放射性同位元素実験部門

  - 地域環境教育センター
  - 生命科学複合研究教育センター
  - トランスレーショナルリサーチ推進センター
  - 高等教育推進センター
  - 語学センター
  - 博士人材キャリア開発支援センター
  - 共通教育センター（教・工）
  - COE推進本部
  - 重点研究高度化推進本部
  - テニュアトラック推進本部
  - URAオフィス
  - 地域創生推進本部
    - 創生人材センター
    - 嶺南地域共創センター（敦賀・小浜）
- 保険管理センター
- 国際交流学生宿舎
- 事務局
- 教育学部附属機関
  - 附属教育実践総合センター
  - 附属地域共生プロジェクトセンター
  - 総合自然教育センター
  - 附属学校（幼稚園、義務教育、特別支援）
- 医学部附属機関
  - 附属病院（松岡キャンパス内）
  - 附属先進イメージング教育研究センター
- 医学系研究科附属機関
  - 附属地域医療高度化教育研究センター
- 工学部附属機関
  - 附属超低温物性実験施設
  - 先端科学技術育成センター
  - 工学部技術部
- 工学研究科附属機関
  - 附属繊維工業研究センター

### 研究

#### 21世紀COEプログラム
- 採択1件
- 2003年
医学系
生体画像医学の統合研究プログラム

### 教育
特色ある教育研究活動として全ての学部で6件採択されている。
- 現代的教育ニーズ取組支援プログラム（現代GP）
  - 「医学英語と医学・看護学の統合的一貫教育」2004年
  - 「地域教育活動の場の持続的形成プログラム」2005年
- 特色ある大学教育支援プログラム（特色GP）
- 「地域と協働する実践的教員養成プロジェクト」2003年
  - 「より高い現代的な教養教育をめざして」2005年
- 大学教育の国際化推進プログラム
  - 未採択
- 地域医療等社会ニーズに対応した医療人養成推進プログラム
  - 「救急に強い僻地診療専門医及び専門看護師 養成コース」2005年
- 大学・大学院における教員養成推進プログラム（教員養成GP）
  - 「学校を拠点に教員の協働実践的を培う 大学院」2005年

2013年には地（知）の拠点整備事業（大学COC事業）に採択されている。

## 大学生活

### 学園祭
文京キャンパスで行われる大学祭はfu:fes.と呼ばれ、5月の第4土曜日の前後1日で行われる。土曜日にはオープンキャンパスに当たる「1日遊学」が行われる。松岡キャンパスで行われる大学祭は暁祭と呼ばれ、10月の土日曜日に行われる。

## 大学関係者と組織

### 大学関係者組織
- 福応会（教育地域科学部同窓会）
- 白翁会（医学部同窓会）
- 工業会（工学部同窓会）

## 施設

### キャンパス

#### 文京キャンパス
- 使用学部：教育学部、工学部（除く機械・システム工学科原子力安全工学コース）、国際地域学部
- 使用研究科：教育学研究科、工学研究科（除く安全社会基盤工学専攻原子力安全工学コース）、国際地域マネジメント研究科

#### 松岡キャンパス
- 使用学部：医学部
- 使用研究科：大学院医学系研究科

#### 敦賀キャンパス
- 附属国際原子力工学研究所、工学部（機械・システム工学科原子力安全工学コース）、工学研究科（安全社会基盤工学専攻原子力安全工学コース）

### 寮
- 国際交流学生宿舎（福井市文京5丁目13番10号）
男子、女子、留学生共用の自治寮。収容定員は、A棟89人、B棟85人、C棟35人。すべて個室。

## 交通アクセス

### 文京キャンパス
- えちぜん鉄道三国芦原線 福大前西福井駅から約150 ｍ（正門）
- 福井鉄道福武線 田原町駅から約500 m（東門）
- 京福バス - いずれも北陸新幹線・ハピラインふくい線 福井駅 西口（福井城址口）発着。
  - 20・21系統（幾久・新田塚線）「福井大学前」下車。（正門）
  - 25系統（エンゼルランド線）、26系統（福井総合病院線）、28系統（運転者教育センター線）「市立図書館前」下車、約300 m。（東門）
  - すまいるバス 北ルート（田原・文京方面）「田原町商店街」下車、約200 m。（東門）
- E8 北陸自動車道 福井ICから、国道158号、福井県道・石川県道5号福井加賀線経由 約7 km。もしくは、福井北ICから、国道416号、福井県道・石川県道5号福井加賀線経由 約8 km。（正門）
- E67 中部縦貫自動車道 松岡ICから国道416号、福井県道・石川県道5号福井加賀線経由 約9 km。（正門）

### 敦賀キャンパス
- 北陸新幹線・北陸本線・小浜線・ハピラインふくい線 敦賀駅 西口（まちなみ口）から約350 m。

## 対外関係

### 地方自治体との協定
- 相互の発展のため、文化、教育、学術の分野で援助、協力することを目的として相互友好協力協定
  - 大野市（2003年）
  - 美浜町（2004年）

## 他大学との関係
特色として、放送大学学園と単位互換協定を結んでおり、多様な学習の機会が提供されている
福井県内大学間単位互換制度協定校
- 福井県立大学
- 仁愛大学
- 仁愛女子短期大学
- 敦賀短期大学
- 福井工業高等専門学校

双方向遠隔授業協定校
- 金沢大学
- 富山大学
- 北陸先端科学技術大学院大学

国際・学術交流等協定校
- アメリカ合衆国

- ラトガーズ大学（ニュージャージー州）
- フィンドレー大学（オハイオ州）
- クレムソン大学（サウスカロライナ州）
- テキサス大学M.D.アンダーソンがんセンター（テキサス州）

- 韓国

- 東義大学校

- 中国

- 北京化工大学（北京市）
- 北京信息科技大学（北京市）
- 東華大学（上海市）
- 南昌航空大学（江西省・南昌市）
- 武漢科技大学（湖北省・武漢市）
- 天津科技大学（天津市）
- 西安外国語大学（陝西省）
- 西安理工大学 （陝西省）
- 浙江大学（浙江省・杭州市）
- 浙江理工大学（浙江省・杭州市）
- 瀋陽師範大学（遼寧省・瀋陽市）
- 江南大学（江蘇省）
- 蘇州大学（江蘇省・蘇州市）

- 台湾

- 国立雲林科技大学

- インドネシア

- インドネシア大学
- シャクアラ大学

- インド

- インド工科大学カラプール校

- フランス

- リヨン繊維・化学技術院
- メーン大学

- ロシア

- ロシア科学アカデミー応用物理学研究所（モスクワ）

- アラブ首長国連邦

- イティハッド大学

- バングラデシュ

- イーストウエスト大学

部局間学術交流等協定校
- 工学部
  -  オーストラリア
    - シドニー大学物理学部

  -  韓国
    - 延世大学校工科大学
    - 東亜大学校工科大学
    - 釜慶大学校工科大学
    - 嶺南大学校工科大学

  -  中国
    - 上海理工大学動力工程学院（上海市）
    - 天津工業大学（天津市）
    - 内蒙古工業大学（内蒙古自治区）
    - 東南大学動力工程系（江蘇省・南京市）
    - 中国科学院南京土壌研究所（江蘇省・南京市）

  -  タイ
    - キングモンクット工科大学

  -  ポーランド
    - ワルシャワ工科大学化学プロセス工学部

  -  バングラデシュ
  - クルナ科学技術大学
  -  モンゴル
    - モンゴル科学技術大学

  -  ロシア
    - ロシア科学アカデミーシベリア地区物理学研究所
- 工学研究科
  - 蘭州交通大学機電工程学院（ 中国）
  - 蘭州交通大学電子与信息工程学院・自動化与電気工程学院
  - 国立台湾科技大学工程学院（ 台湾）
  - 国立清華大学工学院（ 台湾）
  - 成均館大学校工科大学（ 韓国）
  - ラジャマンガラ工科大学イサン校工学・建築学部( タイ)
- 教育地域科学部
  - 釜山大学校師範大学（ 韓国）
  - 上海師範大学（ 中国上海市）
  - ハンブルク大学人文科学部、アジア・アフリカ研究所（ ドイツ）
- 医学部
  - オタワ大学医学部（ カナダオンタリオ州）
  - マケレレ大学医学部（ ウガンダ）
  - インド国立鉱業医学研究所（ インドネシア）
  - タイ王国中央胸部疾患研究所（ タイ）
- 医学部付属病院
  - 招興市人病院（中国）
- 高エネルギー医学研究センター
  - ワシントン大学医学部マリンクロット、放射線医学研究所（ アメリカ合衆国ワシントン州）
- 遠赤外領域開発研究センター
  - シドニー大学（ オーストラリア）
  - 中国電子科技大学プラズマ研究所（ 中国四川省・成都市）
  - ソウル大学校テラヘルツバイオ応用システムセンター（ 韓国）
  - フィリピン大学物理学研究所（ フィリピン）
  - ハルオレオ大学数理・自然科学部（ インド）
  - ラトビア大学固体物理研究所（ ラトビア）
  - D.Y.エフレーモフ電気物理研究所精密理工学センター（ ロシア）
  - ブルガリア科学アカデミー電子工学研究所（ ブルガリア）
  - シュトゥットガルト大学プラズマ研究所（ ドイツ）
  - カールスルーエ研究センターパルス出力・マイクロ波研究所（ ドイツ）
- 産学官連携本部
  - タマサート大学東アジア研究所（ タイ）
- 附属国際原子力工学研究所
  - 西安交通大学核科学与技術学院（ 中国）

## 附属学校
- 福井大学教育学部附属義務教育学校（福井県福井市二の宮四丁目）
- 福井大学教育学部附属幼稚園（同上）
- 福井大学教育学部附属特別支援学校（福井県福井市八ツ島町）